# Flávio Rios Peixoto da Silveira
Flávio Rios Peixoto da Silveira (Jaraguá, 4 de agosto de 1945) é um político brasileiro.
É filho do politico mineiro Peixoto da Silveira (eleito pelo Estado de Goiás) e da poetisa goiana Galiana Rios. É ainda bisneto do senador Tubertino Ferreira Rios e sobrinho-neto de Diógenes de Castro Ribeiro, que governou Goiás. 
É casado com Denise Teixeira Mello, neta de João Teixeira Álvares Júnior, que governou Goiás e sobrinha-neta do senador Pedro Ludovico Teixeira, fundador de Goiânia. 
É pai do deputado federal Thiago Peixoto. 
Foi ministro do Meio Ambiente do Brasil no governo José Sarney, de 15 de março de 1985 a 14 de fevereiro de 1986.
Em 20 de janeiro de 2012, tomou posse como  secretário das Relações Institucionais do estado do Tocantins, em substituição ao professor Lívio de Carvalho.